# アーシア・アルジェント
アーシア・アルジェント（Asia Argento, 本名：Asia Aria Anna Maria Vittoria Rossa Argento、1975年9月20日 - ）は、ローマ生まれのイタリア人女優、映画監督。

## 略歴
ホラー・シネマ界の巨匠、ダリオ・アルジェントと女優ダリア・ニコロディの間に生まれる。姉のフィオーレ・アルジェントも女優。日本贔屓の父ダリオが「何か日本にちなんだ名前を」と選んだため、人名としてはあまり使われない「アジア」になった（発音も「アジア」だとダリオや元彼らが証言している）。9歳にしてセルジョ・チッティ監督のテレビドラマ『Sogni e bisogni』で女優デビューを果たし、1986年にはダリオが製作・脚本を務めた『デモンズ2』で映画初出演。
1994年の『Perdiamoci di vista!』と1996年の『雨上がりの駅で』で、「イタリアのアカデミー賞」といわれるダヴィッド・ディ・ドナテッロ賞の最優秀女優賞を二度受賞している。
父・ダリオの監督作では『トラウマ/鮮血の叫び』『スタンダール・シンドローム』『オペラ座の怪人』『サスペリア・テルザ 最後の魔女』に出演。1998年には、マイケル・ラドフォード監督によるイギリス映画『Bモンキー』で主人公ベアトリスを演じた。2002年の『トリプルX』でハリウッドに初進出し、その後は活動の場をアメリカにまで広げている。
1994年には、オムニバス映画『DeGenerazione』で初監督をこなし、2000年の『スカーレット・ディーバ』では脚本と出演も兼ねて長編初監督を果たした。2004年には長編では2作目となる『サラ、いつわりの祈り』で監督・脚本・出演をこなした。

### プライベート

#### 家族
私生活では、2001年にロック・ミュージシャンのマルコ・カストルディとの間にアンナ・ルーをもうける。2008年に映像作家のミケーレ・チヴェッタと結婚。同年9月にミケーレとの間の子であるニコラ・ジョヴァンニを出産。

#### 性的暴行疑惑
2013年、カリフォルニア州のホテルで当時17歳だった俳優でミュージシャンのジミー・ベネットを性的暴行し、秘密裏に38万ドル（約4,200万円）の口止め料を支払っていたと報じられた。カリフォルニア州では性交同意年齢が18歳のため、17歳の者との性交は犯罪となる。アルジェントは2017年10月ハリウッドの大物プロデューサーだったハーヴェイ・ワインスタイン被告によるレイプを告発し、セクハラ告発運動「#MeToo」の中心人物の1人であった。アルジェントがワインスタインを告発した1カ月後の2017年11月、ベネット代理人弁護団は、ホテルでの性行為は「性的暴行」であり、「精神的苦痛、逸失賃金、脅迫と暴行を意図的に与えた」損害賠償として350万ドル（約3億8,000万円）を請求する訴訟を起こすとアルジェント側に通告していた。
こうしたベネットの主張について、父親のダリオ・アルジェントはこれを否定している。また、この事件はアーシアから告発されたワインスタインの報復であるとも主張しており、ベネットはワインスタインから金銭を受け取り、アーシアを告発したのだと語っている。

## 出演作品
| 公開年 | 邦題 原題                                                    | 役名                     | 備考                 |
| ------ | ------------------------------------------------------------ | ------------------------ | -------------------- |
| 1986   | デモンズ2 Demoni 2                                           | イングリッド             |                      |
| 1989   | デモンズ3 La Chiesa                                          | ロッテ                   |                      |
| 1989   | 赤いシュート Palombella rossa                                | ヴァレンティナ           |                      |
| 1992   | トラウマ/鮮血の叫び Trauma                                   | オーラ・ペトレスク       |                      |
| 1994   | 王妃マルゴ La Reine Margot                                   | シャルロット・ド・ソーヴ |                      |
| 1996   | スタンダール・シンドローム La Sindrome di Stendhal           | アンナ・マンニ           |                      |
| 1996   | 雨上がりの駅で Compagna di viaggio                           | コーラ                   |                      |
| 1998   | Bモンキー B. Monkey                                          | Bモンキー                |                      |
| 1998   | オペラ座の怪人 Il Fantasma dell'opera                        | クリスティーヌ           |                      |
| 1998   | ニューローズ ホテル New Rose Hotel                           | サンディ                 |                      |
| 2000   | スカーレット・ディーバ Scarlet Diva                          | アンナ                   | 監督・脚本・出演     |
| 2000   | レ・ミゼラブル Les misérables                                | エポニーヌ               | テレビ・ミニシリーズ |
| 2001   | レッド・サイレン La Sirène rouge                             | アニータ                 |                      |
| 2001   | アーシア・アルジェント/禁断の罠 Les morsures de l'aube       | Violaine Charlier        |                      |
| 2002   | トリプルX xXx                                                | エレーナ                 |                      |
| 2004   | ザ・キーパー 監禁 The Keeper                                 | ジーナ                   |                      |
| 2004   | サラ、いつわりの祈り The Heart Is Deceitful Above All Things | サラ                     | 監督・脚本・出演     |
| 2005   | ラストデイズ Last Days                                       | アジア                   |                      |
| 2005   | ランド・オブ・ザ・デッド Land of the Dead                    | スラック                 |                      |
| 2006   | リブ・フリーキー!ダイ・フリーキー! Live Freaky Die Freaky    | アパゲイル               | 声の出演             |
| 2006   | マリー・アントワネット Marie Antoinette                      | デュ・バリー夫人         |                      |
| 2006   | トランシルヴァニア Transylvania                              | ジンガリナ               |                      |
| 2007   | レディ アサシン Boarding Gate                                | サンドラ                 |                      |
| 2007   | 最後の愛人 Une vieille maîtresse                             | ヴェリーニ               |                      |
| 2007   | サスペリア・テルザ 最後の魔女 La Terza madre                 | サラ・マンディ           |                      |
| 2008   | 戦争について De la guerre                                    | ウマ                     |                      |
| 2009   | いずれ絶望という名の闇 Diamant 13                            | カルーン                 |                      |
| 2011   | 妹の誘惑 Gli sfiorati                                        | ベアトリーチェ           |                      |
| 2012   | ダリオ・アルジェントのドラキュラ Dracula 3D                  | ルーシー・キスリンガー   |                      |